# Ciacova
Ciacova (în maghiară Csák, Csákova, în germană Tschakowa, în sârbă Čakovo, cu alfabetul chirilic: Чаковo) este un oraș în județul Timiș, Banat, România, format din localitatea componentă Ciacova (reședința), și din satele Cebza, Macedonia, Obad și Petroman. Are o populație de 5.348 locuitori (2011). A fost capitala plășii Ciacova, din județul interbelic Timiș-Torontal.

## Etimologie
De-a lungul timpului, Ciacova a purtat următoarele denumiri:
Chaak, Chaac, Czokoa, Czokoan, Czakona, Czakova, Czakowa, Zakovia, Zakovar, Schakowan.
În maghiară: Csák, Csakova, Csakóvár și Csákova, iar în germană Tschakowa.

## Geografie
Ciacova se află în Câmpia Timișului, pe râul Timișul Mort, la o distanță de 28 km de Timișoara, de care este legat atât rutier cât și feroviar. Rutier, accesul în localitatea este asigurat pe drumul județean DJ 693 îi lungime de 9 km, care face legătura cu șoseaua internațională E70 Timișoara - Stamora Moravița. De asemenea, orașul Ciacova este legat de Timișoara și de alte localități prin calea ferată Jebel-Giera.

## Istorie

Stampă istorică cu piața centrală

Prima atestare documentară a așezării este din 1220-1224. Numele vechi, Csaak, este de origine maghiară. De-a lungul timpului, Ciacova s-a numit: Chaak, Chaac, Czokoa, Czokoan, Czakona, Czakova,'Czakowa, Zakovia, Zakovar, Schakowan. În maghiară: Csák, Csakova, Csakóvár și Csákova, iar în germană Tschakowa.
În perioada 1390-1394 s-a ridicat aici o cetate, înconjurată de o rețea de canale, făcând-o greu de cucerit. Cetatea Ciacovei se afla pe partea dreaptă a brațului Timișului, în timp ce așezarea civilă se afla pe partea dreaptă. Turnul de apărare, un puternic donjon înalt de 30 m, este un rest din această cetate, demantelată în 1701. Mai târziu, acesta va fi folosit de pompieri ca turn de veghe. Zidit din căramidă, pe 4 nivele, turnul are plan dreptunghiular, cu contraforturi de colț.
Cucerirea Banatului de către habsburgi, a adus o nouă direcție de dezvoltare a micului târg de câmpie. Localitatea a fost puternic colonizată cu germani (șvabi) dar și austrieci, cehi, slovaci, luxemburghezi, croați, etc.
În decursul istoriei Ciacova a fost reședință de district, de plasă, de raion și oraș de câmpie. Conform Legii nr.83/2004, începând cu luna aprilie 2004, Ciacova a primit statul de oraș.
Turnul de la Ciacova a fost construit în perioada 1390-1394 de familia de nobili maghiari Csaak. În anii 1962-1963 au fost întreprinse lucrări de consolidare la turn.
Turnul de la Ciacova, localitate aflată la 33 de kilometri de Timișoara, este cel mai cunoscut obiectiv turistic. Este singura rămășiță din vechea cetate. Localnicii îl numesc „Cula turcească”, deși aceasta a fost construită cu mult înainte de ocupația turcească, neavând nimic de-a face cu otomanii.
În perioada 1390-1394, aici s-a ridicat o cetate puternică, înconjurată de o rețea de canale. A fost construit de familia de nobili maghiari Csaak – de unde se trage și numele actual, Ciacova (Csakovar), care a primit statut de oraș în 2004.
Turnul de apărare înalt de aproape 30 de metri este un rest din această cetate, demolată în 1701. Turnul este construit din cărămidă, cu plan dreptunghiular, are patru nivele (parter și trei etaje) și contraforturi de colț. Grosimea pereților este între 1,10 și 2,70 de metri.
În perioada 1551-1697, cetatea intră în stăpânirea turcilor, care o transformă într-o fortăreață.
“Avem imaginea unui monument de arhitectură echilibrat, ridicat și amenajat atât în scopuri de apărare, cât și pentru locuire. Ca structură el se aseamănă cu donjonul din Cheresig, cu donjonul seniorial din cetatea țărănească de la Câlnic, cu donjonul de al Vârșeț etc. Toate aceste monumente datează din a doua jumătate a secolului al XIII-lea și începutul secolului al XIV-lea și se găsesc la confluența dintre stilul romanic și cel gotic. Elementele romanice sunt următoarele: arcurile semicirculare ale ferestrelor, evazarea ferestrelor spre interior, bolta cilindrică a parterului, apoi aspectul general de donjon feudal, asemănător cu cel de la Cheresig, de lângă Oradea, construit tot din cărămidă, dar de plan hexagonal. Comparativ cu donjonul de la Cheresig, cel de la Ciacova apare ceva mai evoluat prezentând și contraforturi cu retragere, element arhitectonic propriu stilului gotic având numeroase analogii în Ungaria și Transilvania”, aflăm de pe portalul turismtimis.ro.
Marii magnați maghiari și-au ridicat puternice fortificații pe domeniile lor, îndreptate atât împotriva unui atac extern, având de acum și experiența invaziei tătare, cât și împotriva țărănimii asuprite. Fortificația de la Ciacova a fost asediată și cucerită de turci în septembrie 1551.
“Fortificația de la Ciacova este cucerită prin asalt la 18 septembrie 1551, iar în anul următor întreg Banatul Timișoarei este transformat în pașalâc turcesc. În cadrul acestuia, Ciacova, împreună cu teritoriile din jur, forma unul din sangiacuri, condus de sangiac-bei, ce-și avea instalate la Ciacova o garnizoană cu nucleul în vechea fortificație. Pacea de la Carlovitz din 1699, încheiată în favoarea austriecilor învingători, prevedea pentru turci distrugerea tuturor fortificațiilor din Banat. În 1701 a fost distrusă și fortificația de la Ciacova, cu excepția turnului”, mai scrie turismtimis.ro.
După alungarea turcilor din Banat, în urma războiului austro-turc din 1716-1718, turnul din Ciacova a ieșit din sfera de preocupări a armatei austriece menținându-se în forma sa inițială, cu micile transformări din timpul ocupației turcești.
În anii 1962-1963 au fost întreprinse lucrări de consolidare la turn. S-au refăcut crenelurile și acoperișul platformei de apărare, se plachează toate părțile rupte din fațade cu cărămidă comandată special, asemănătoare cu cea originală. Restauratorii nu au intervenit cu nimic în structura vechiului monument, mulțumindu-se doar cu lucrările de consolidare.
Unele săpături arheologice în jurul turnului ar putea stabili aria exactă a incintei de fortificație și ar putea elucida multe din secretele celei mai vechi monumente de arhitectură militară din Banat.

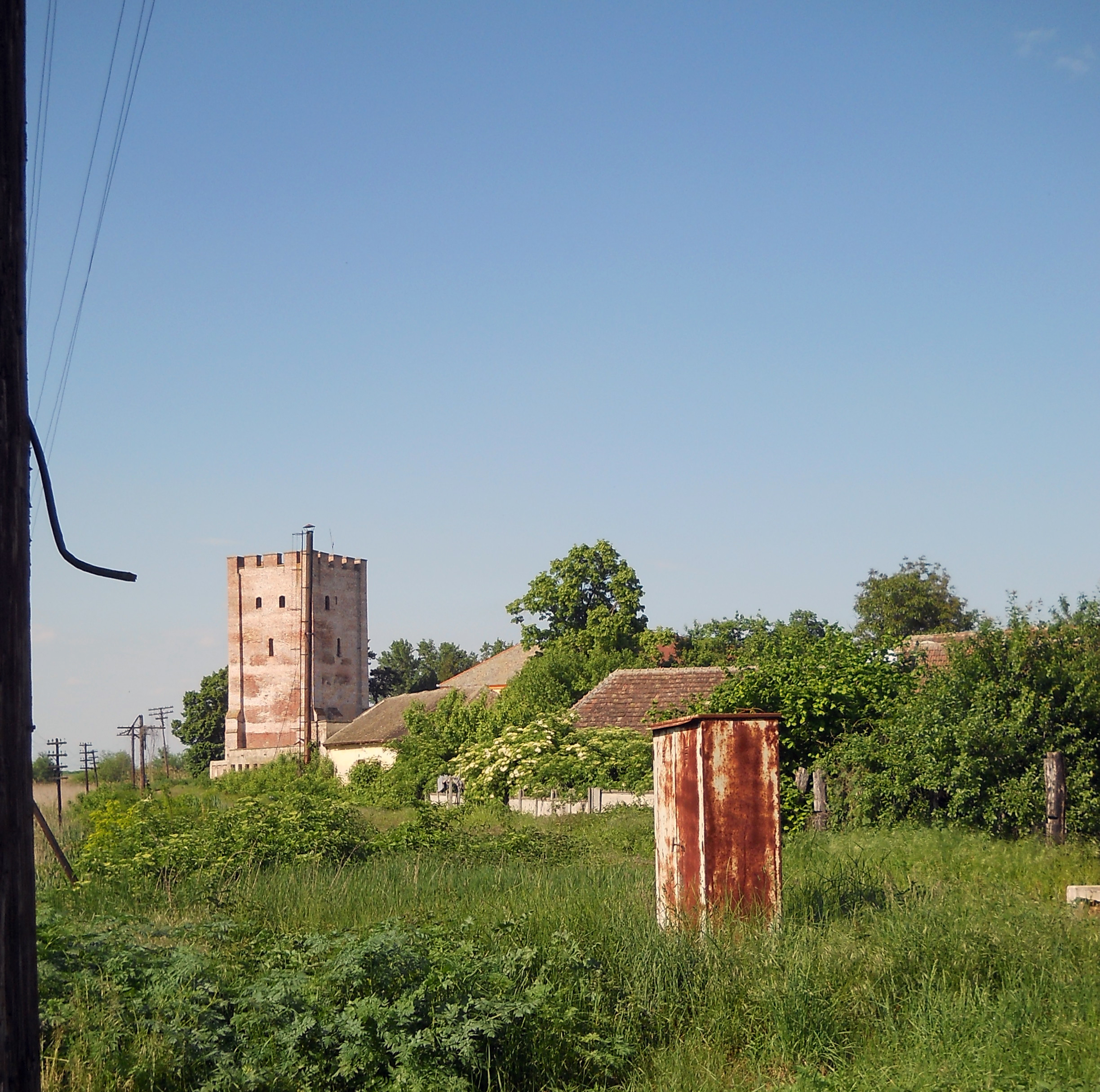
Turnul de apărare Ciacova

## Demografie
Componența etnică a orașului Ciacova
     Români (78,73%)
     Romi (5,24%)
     Maghiari (4,31%)
     Alte etnii (1,67%)
     Necunoscută (10,05%)
Componența confesională a orașului Ciacova
     Ortodocși (74,62%)
     Romano-catolici (7,12%)
     Penticostali (5,12%)
     Alte religii (2,74%)
     Necunoscută (10,4%)
Conform recensământului efectuat în 2021, populația orașului Ciacova se ridică la 5.434 de locuitori, în creștere față de recensământul anterior din 2011, când fuseseră înregistrați 5.348 de locuitori. Majoritatea locuitorilor sunt români (78,73%), cu minorități de romi (5,24%) și maghiari (4,31%), iar pentru 10,05% nu se cunoaște apartenența etnică. Din punct de vedere confesional, majoritatea locuitorilor sunt ortodocși (74,62%), cu minorități de romano-catolici (7,12%) și penticostali (5,12%), iar pentru 10,4% nu se cunoaște apartenența confesională.

### Evoluție demografică
Structura etnică a populației, pe recensăminte:

### Structura confesională
La recensământul din 2002, majoritatea populației s-a declarat de religie ortodoxă, în procent de 77,82% (5.667 locuitori). Urmează religia romano-catolică, cu 1.120 de adepți (15,38%). 4,46%, sau 325 locuitori erau penticostali, în timp ce alte culte sunt prezente, însă au o pondere mult mică (baptiști, reformați și alte culte sub 1% fiecare).

## Climă
Pentru caracterizarea condițiilor climatice a teritoriului localității Ciacova se folosesc datele înregistrate la stația meteorologică Banloc, situată la circa 13 km de localitate și unele la stația de la Timișoara, situată la circa 32 km. Temperatura medie anuală este 10,7 grade C. Temperatura maximă absolută s-a înregistrat în august 1961 și a fost de 38,1 grade C, temperatura minimă absolută în ianuarie 1963 și a fost de -31,8 grade C.

## Economie
Economia are caracteristicile unui mic oraș industrial-agricol de câmpie. Sunt prezente industriile ușoare, textilă și alimentară. Mai sunt dezvoltate morăritul, pomicultura și creșterea animalelor.

## Invățământ
- Liceul „Alexandru Mocioni“ Ciacova;
- Școli cu clasele I-IV: Cebza, Macedonia, Obad și Petroman
- Grădinițe cu program normal: Cebza, Macedonia, Obad și Petroman
- Grădinița cu program normal și prelungit Ciacova

## Politică și administrație

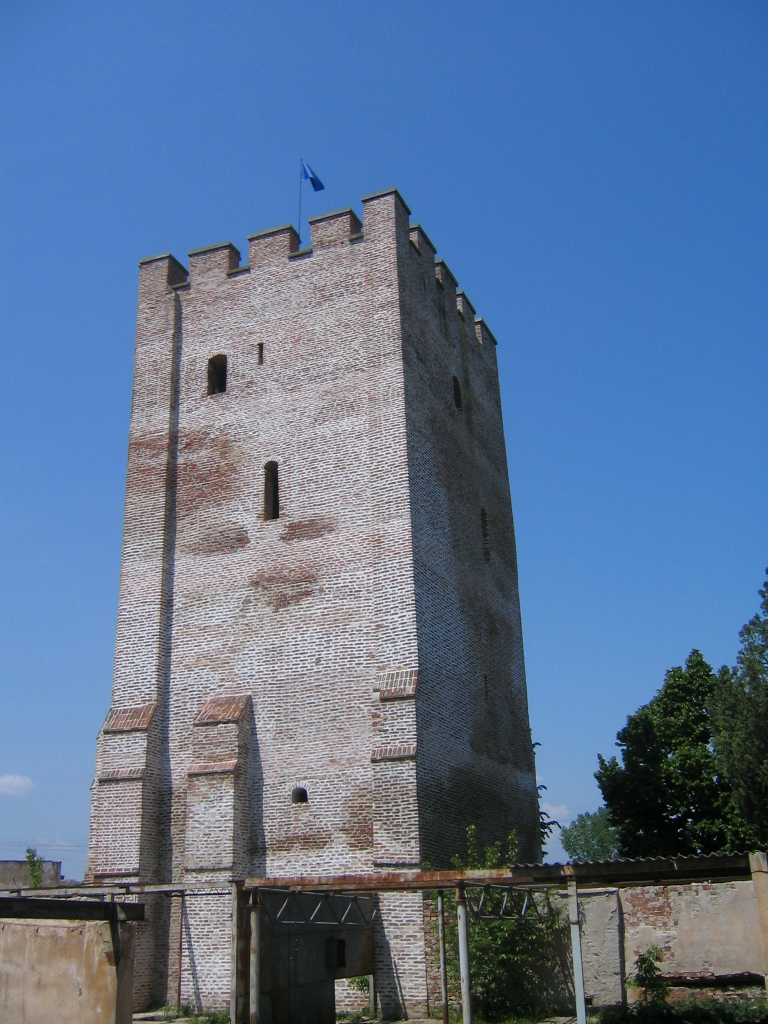
Turnul medieval sau „Cula”, datând din secolul al XIV-lea

Orașul Ciacova este administrat de un primar și un consiliu local compus din 15 consilieri. Primarul, Petru Filip[*], de la Partidul Național Liberal, este în funcție din 2008. Începând cu alegerile locale din 2024, consiliul local are următoarea componență pe partide politice:
|  | Partid                    | Consilieri | Componența Consiliului | Componența Consiliului | Componența Consiliului | Componența Consiliului | Componența Consiliului | Componența Consiliului | Componența Consiliului |
|  | ------------------------- | ---------- | ---------------------- | ---------------------- | ---------------------- | ---------------------- | ---------------------- | ---------------------- | ---------------------- |
|  | Partidul Național Liberal | 7          |                        |                        |                        |                        |                        |                        |                        |
|  | Partidul Social Democrat  | 6          |                        |                        |                        |                        |                        |                        |                        |
|  | Uniunea Salvați România   | 2          |                        |                        |                        |                        |                        |                        |                        |

## Obiective turistice
Din vechea cetate a supraviețuit doar Turnul de apărare (secolul XIV), pe care localnicii îl numesc "Cula", mărturie istorică a acestei așezări. Cetatea Ciacovei a fost amplasată pe partea dreaptă a brațului Timișului, în timp ce așezarea civilă se afla pe partea dreaptă. Turnul de apărare, un puternic donjon înalt de 30 m, este un rest din această cetate, demantelată în 1701. Zidit din cărămidă, pe 4 nivele, turnul are plan dreptunghiular, cu contraforturi de colț.
Centrul Ciacovei păstrează - deși modernizat - locul de adunare al soldaților turci care desereveau dispozitivul de pază al cetății. De asemenea se mai păstrează în centrul Ciacovei (în locul fostului Cafe-bar) elemente de clădire cu specific arhitectonic medieval, bolți semicirculare din cărămidă. Pe drumul județean Ciacova - Cebza se mai găsește și un pod construit de turci, de asemenea cu elemente arhitecturale specifice, numit de localnici Podul Turcesc, în prezent nefolosit.
Bisericile din Ciacova sunt alte obiective turistice majore. Biserica sârbească cu hramul „Maica Domnului” construită între 1746-1768, cu picturi murale și cu un iconostas pictat în 1771 de Dimitrie Popovici. Biserica romano-catolică datează din 1871-1890 și este în stil gotic; biserica ortodoxă, în stil neobizantin, este din 1907.

### Cultura
- Casa de Cultură Ciacova
- Casa Memorială Dositei Obradovici, construită în secolul al XVIII-lea
- Sala de spectacole Ciacova
- Muzeul Ciacova
- Biblioteca Ciacova
- Cămine culturale: Cebza, Macedonia, Obad și Petroma

### Monumente
- Monumentul eroilor neamului - localitatea Ciacova
- Opere comemorative de război - localitățile Cebza, Macedonia, Obad și Petroman

## Lăcașe de cult
- Biserici ortodoxe române: Ciacova (1900), Cebza (1880), Obad (1883), Macedonia (1813) și Petroman (sec.al XVII-lea)
- Biserica Sfântul Nicolae, construită în anul 2001
- Biserica ortodoxă sârbă Ciacova (1786)
- Biserici romano-catolice: Ciacova (1881), Obad (1940)
- Biserica greco-catolică Petroman (în cea de-a două jumătate a sec.al XIX-lea)
- Biserici penticostale: Ciacova (1994), Cebza (2001), Obad (1992), Petroman (1998)
- Biserica baptistă Ciacova (1996)
- Biserica cimitirului Cebza - monument istoric (sec.al XVI-lea)
- Mănăstirea Înălțarea Sfintei Cruci Cebza (1997)

## Agrement
- Sala de Sport Anna Nemetz Ciacova (150 locuri)
- Sala de sport - Liceul „Alexandru Mocioni“ Ciacova
- Teren de handbal - Liceul „Alexandru Mocioni“ Ciacova
- Stadionul Ciacova
- Terenul de tenis Ciacova
- Terenuri de fotbal: Cebza, Macedonia, Obad și Petroman.

## Orașe înfrățite

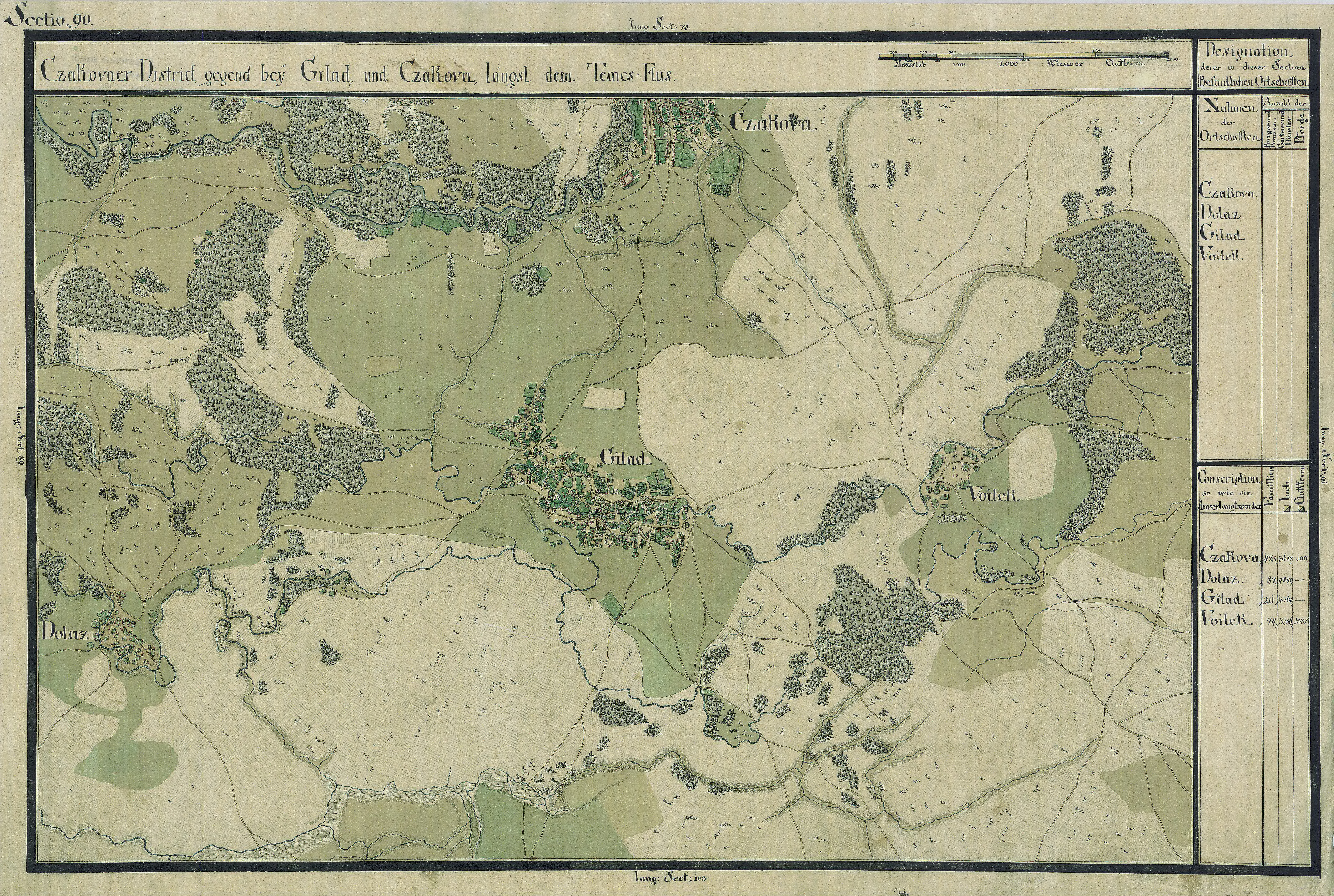
Ciacova în Harta Iosefină a Banatului, 1769-72

Orașul Ciacova este înfrățit cu următoarele localități:
- Saint-Pardoux-la-Rivière, Franța
- Masii Torrelo, Italia

## Personalități
- Dositej Obradović (1742-1811), scriitor
- Zeno Coste (1907-1985), cântăreț
- Brutus Coste, diplomat și oponent al regimului Ceaușescu[11]
- Emmerich Stoffel (1913-2008), politician
- Iosif Gerstenengst (1920-1992), organist
- Anna Nemetz-Schauberger (1944-2017), handbalistă

## Galerie

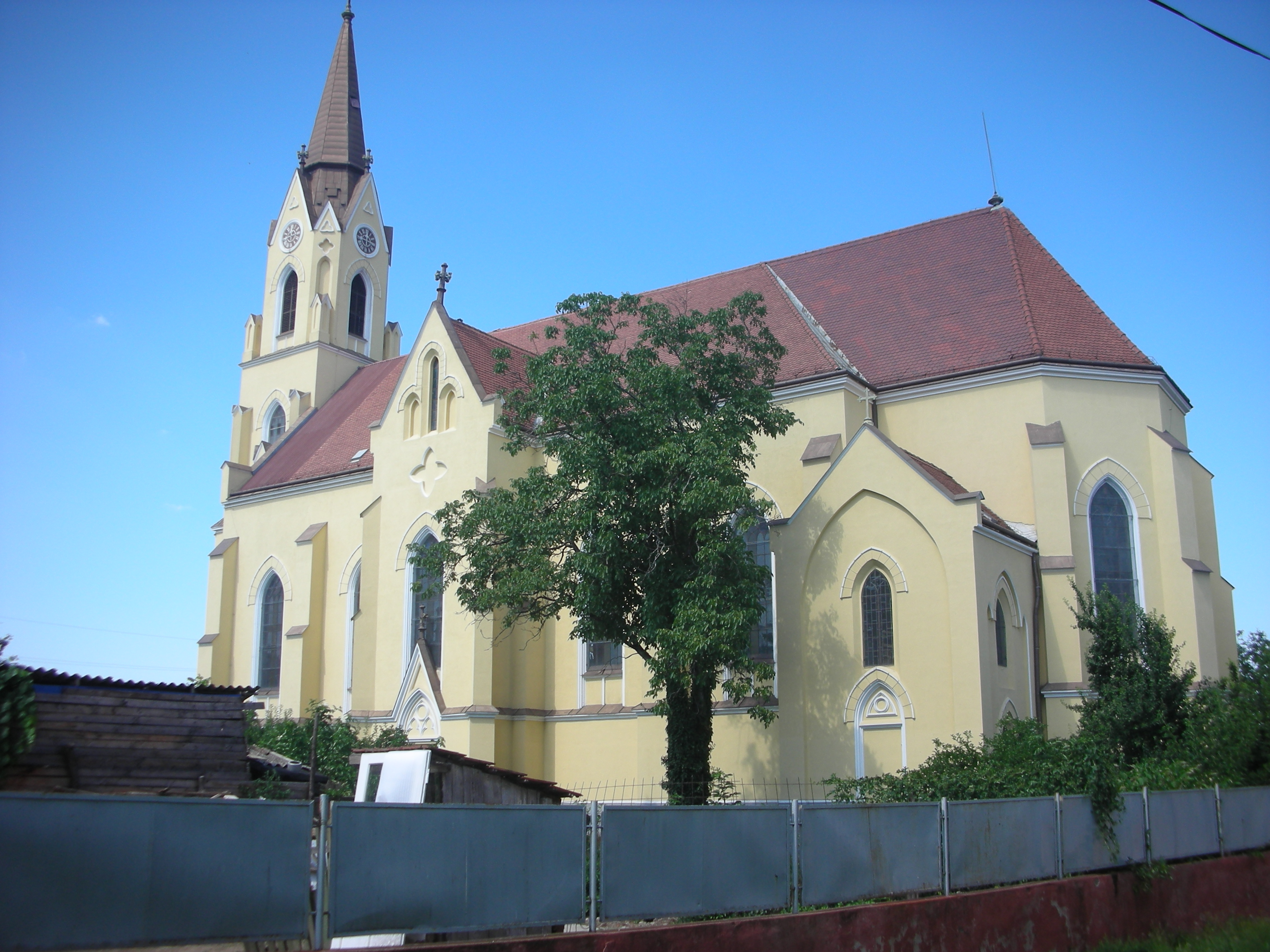
Biserica Catolică
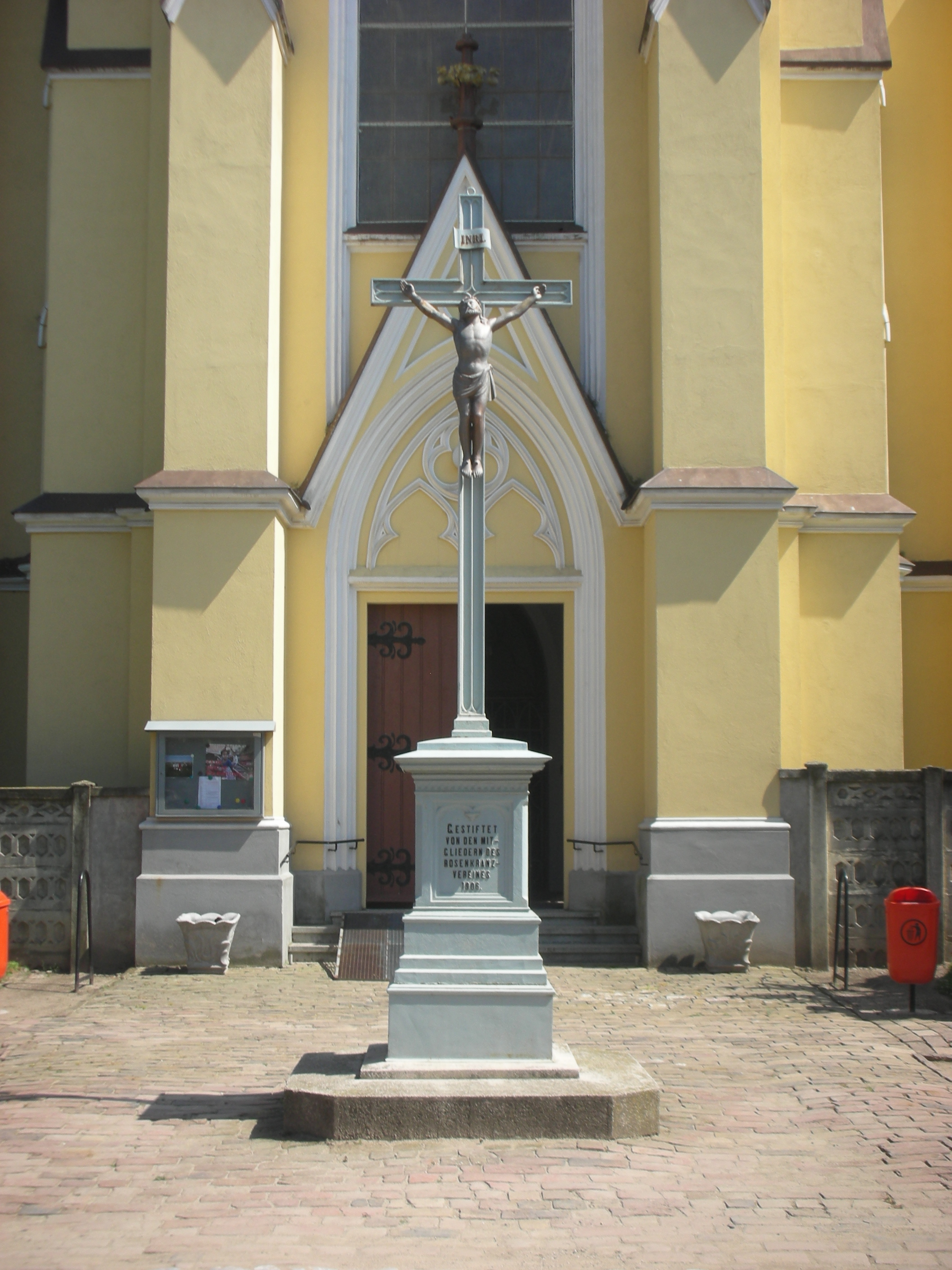
Biserica Catolică - crucifix
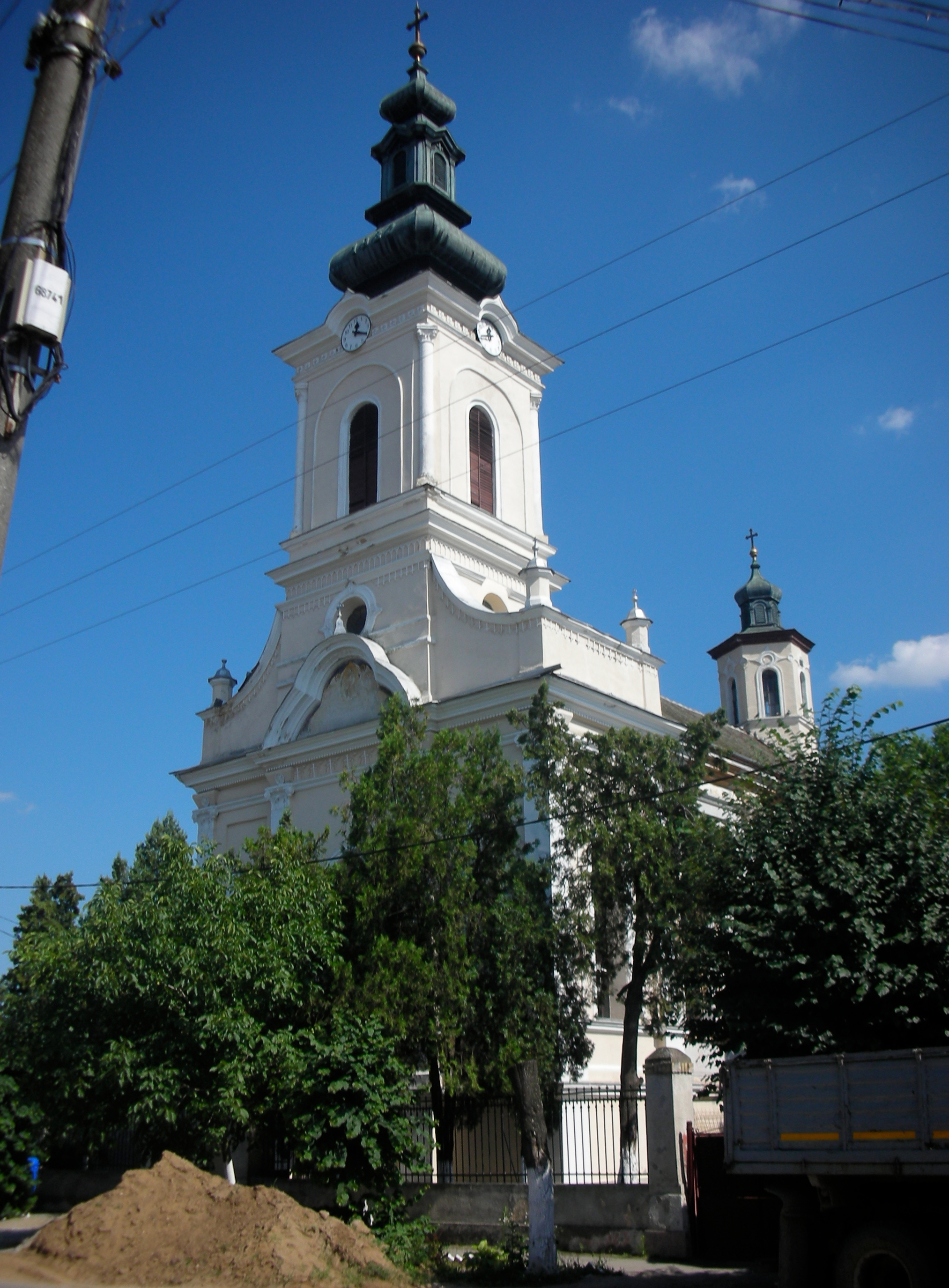
Biserica Ortodoxă
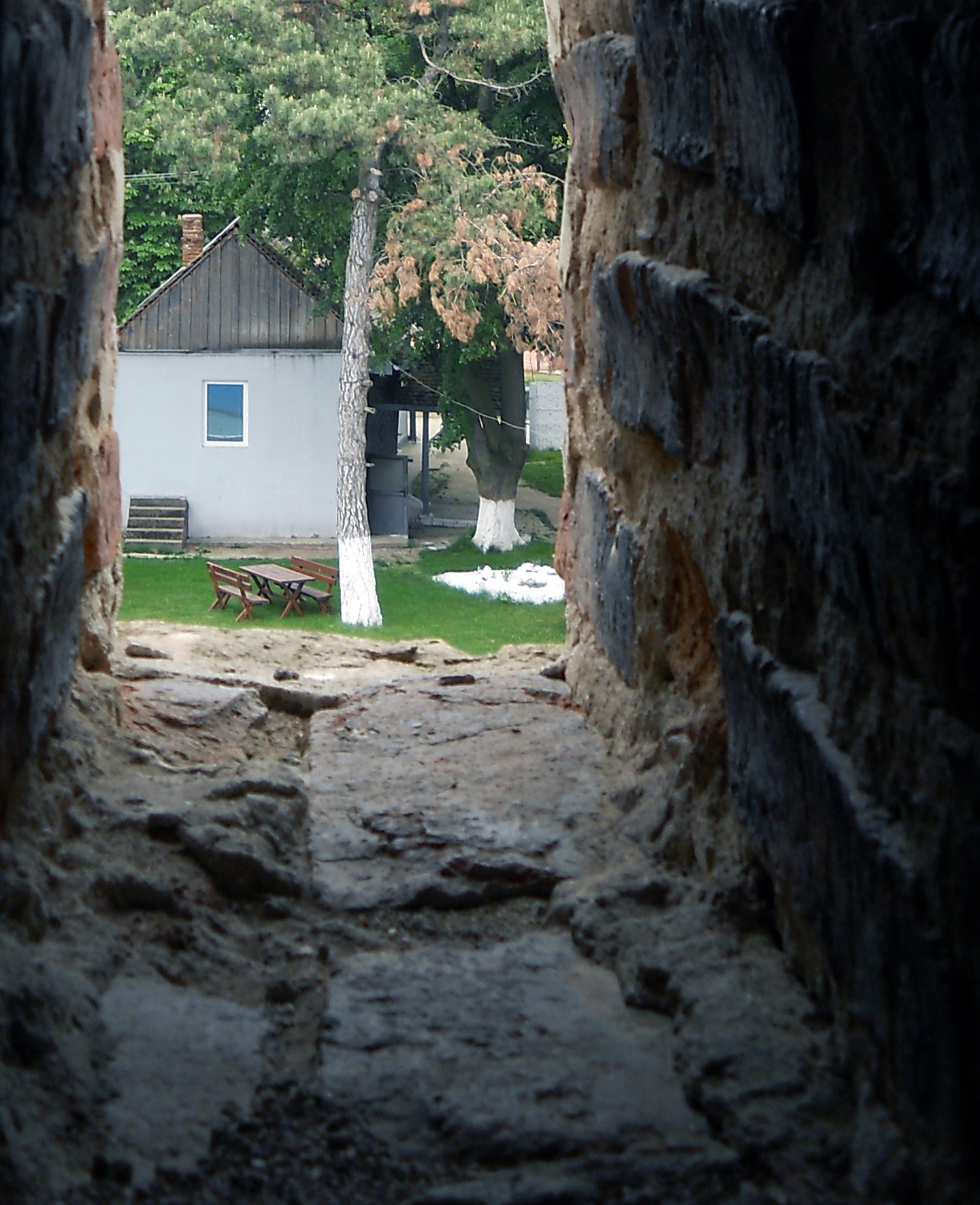
Turnul Ciacova - fragment interior